# Anicetus
Anicetus is een geslacht van vliesvleugeligen uit de familie Encyrtidae. De wetenschappelijke naam van dit geslacht is voor het eerst geldig gepubliceerd in 1896 door Howard.

## Soorten
Het geslacht Anicetus omvat de volgende soorten:
- Anicetus abyssinicus Annecke, 1967
- Anicetus africanus (Girault, 1920)
- Anicetus aligarhensis Hayat, Alam & Agarwal, 1975
- Anicetus angustus Hayat, Alam & Agarwal, 1975
- Anicetus anneckei Prinsloo & Mynhardt, 1981
- Anicetus annulatus Timberlake, 1919
- Anicetus aquilus (Annecke, 1967)
- Anicetus argentinus (Fidalgo, 1979)
- Anicetus ashmeadi Hayat, Alam & Agarwal, 1975
- Anicetus austrinus (Annecke, 1967)
- Anicetus beneficus Ishii & Yasumatsu, 1954
- Anicetus calidus (Annecke, 1967)
- Anicetus ceroplastis Ishii, 1928
- Anicetus ceroplastodis (Mani, 1935)
- Anicetus ceylonensis Howard, 1896
- Anicetus chinensis Girault, 1916
- Anicetus clivus (Annecke, 1967)
- Anicetus communis Annecke, 1967
- Anicetus deltoideus Annecke, 1967
- Anicetus dodonia Ferrière, 1935
- Anicetus eous Trjapitzin, 1965
- Anicetus felix (Girault, 1915)
- Anicetus fotsyae Risbec, 1959
- Anicetus fuscus Annecke, 1967
- Anicetus graminosus Annecke, 1967
- Anicetus howardi Hayat, Alam & Agarwal, 1975
- Anicetus inglisiae Hayat, 2003
- Anicetus integrellus Trjapitzin, 1962
- Anicetus italicus (Masi, 1917)
- Anicetus korotyaevi Sugonjaev, 2005
- Anicetus mirabilis (Girault, 1921)
- Anicetus myartsevae Trjapitzin & Ruíz Cancino, 2009
- Anicetus mysterius Sugonjaev, 2005
- Anicetus nyasicus (Compere, 1938)
- Anicetus ohgushii Tachikawa, 1958
- Anicetus parilis (Annecke, 1967)
- Anicetus parvus Compere, 1937
- Anicetus pattersoni (Waterston, 1917)
- Anicetus primus (Howard, 1898)
- Anicetus quintanai De Santis, 1964
- Anicetus rarisetus Xu & He, 1997
- Anicetus rubensi Xu & He, 1997
- Anicetus russeus (Annecke, 1967)
- Anicetus sepis (Annecke, 1967)
- Anicetus stylatus Subba Rao, 1977
- Anicetus taylori (Annecke, 1967)
- Anicetus thanhi Sugonjaev, 2005
- Anicetus thymi Sharkov, 1988
- Anicetus toumeyellae Milliron, 1959
- Anicetus villarreali Trjapitzin & Ruíz Cancino, 2009
- Anicetus zhejiangensis Xu & Li, 1991